# Klaas Jan Beek
Klaas Jan Beek (Anloo, 25 augustus 1935 - 13 januari 2019) was een Nederlands landbouwkundige en voormalig rector van het International Institute for Geo-Information Science and Earth Observation (ITC) in Enschede.

## Biografie
Beek werd geboren als zoon van de vrijzinnig-hervormde dominee Martinus Adrianus Beek in het Drentse Anloo. Geïnspireerd door een collega van zijn vader, die betrokken was bij onderzoek in het Midden-Oosten, koos hij voor de studie Tropische landhuishoudkunde aan de Landbouwhogeschool in Wageningen. Hij studeerde daar in 1962 af als ontwikkelingseconoom en tropisch landbouwkundige. 
Van 1963 tot 1974 werkte Beek voor de Voedsel- en Landbouworganisatie van de Verenigde Naties (FAO), waar hij betrokken was bij het Wereld Bodemkaart Project (Soil map of the world) van de FAO en de UNESCO. Vanuit Rome, Mexico, Brazilië en Chili was hij betrokken bij de kartering van bodem, bodemgeschiktheid en agro-ecologische zones in Latijns-Amerika. Door internationale samenwerking van een groot aantal bodemkundigen heeft het Wereld Bodemkaart Project vanaf 1961 in twintig jaar tijd een bodemkaart van de gehele wereld op een schaal van 1:5.000.000 opgeleverd.
In het midden van de jaren 70 werkte Beek als bodemkundige aan het International Institute for Land Reclamation and Improvement (ILRI) in Wageningen. Door zijn ervaring in Zuid-Amerika was hij een van de eerste deskundigen op het gebied van de Landevaluatie, een discipline die begon als interpretatie en toepassing van bodemkarteringen, waarbij ook aanverwante disciplines betrokken werden. Dit mondde uit in zijn proefschrift Land evaluation for agricultural development.
Vanaf 1980 was Beek hoogleraar in de Landevaluatie aan en rector van het ITC (International Institute for Geo-Information Science and Earth Observation) in Enschede, waar opleidingen werden aangeboden aan studenten uit ontwikkelingslanden op het gebied van de interpretatie van luchtfoto's en satellietbeelden en karteringen van bodem, geologie, geomorfologie en vegetatie (Natural resources)
Door zijn professionele achtergrond zag Beek al vroeg de betekenis van GIS voor het ITC. In de periode dat hij rector was heeft het ITC dan ook de overstap gemaakt van analoge luchtfoto's en satellietbeelden naar digitale geo-informatie. Ook werd het mogelijk om aan het ITC een MSc en een PhD te behalen.
Bij de verhuizing van het ITC naar een nieuwe locatie in 1996 trad Beek terug als rector. Na zijn emeritaat in augustus 2000 bleef Beek maatschappelijk betrokken. Zo werd hij vice-voorzitter van de Commissie voor de milieueffectrapportage, waar hij betrokken was bij buitenlandse projecten, maar ook dicht bij huis, in Ommen, waar hij bestuurslid werd van de plaatselijke natuurvereniging.